# Oliarus pinicolu
Oliarus pinicolu är en insektsart som beskrevs av Henry Fairfield Osborn 1926. Oliarus pinicolu ingår i släktet Oliarus och familjen kilstritar.
Artens utbredningsområde är Kuba. Inga underarter finns listade i Catalogue of Life.